# 長倉立尚
長倉 立尚（ながくら たつなお、1984年6月22日 - ）は、日本の男性総合格闘家、実業家。吉田道場所属。

## 来歴
大阪市立長吉西中学校、啓光学園高等学校を経て立命館大学に入学する。大学までラグビーをしており、中学時代はオール大阪代表として全国優勝、啓光学園では2、3年時に全国高校大会2連覇、立命館でも2年からレギュラー入りし、関西大学Aリーグで活躍した。ラグビー日本代表のSH田中史明とは高校時代に対戦しており啓光学園が勝利している。
大学卒業後、総合格闘技を始める為上京し、吉田道場に入門。デビュー以来8連続KO勝利を収める。J-ROCK所属。入場時には仲間と一緒にハカのパフォーマンスをして入場する。2020年10月29日に総合格闘技引退。